# Valenciennekant

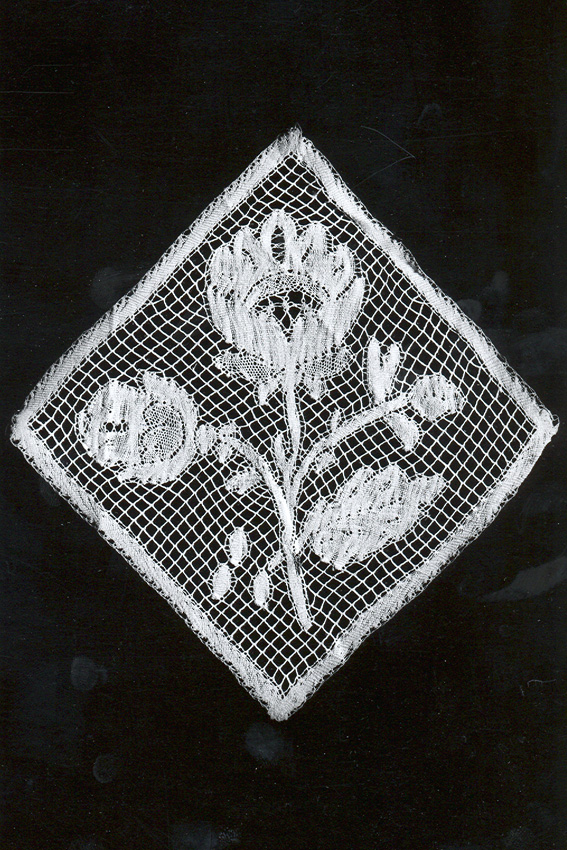
Siermotief in Valenciennes kloskant, 1850 - 1900.

Valenciennekant (Valencijnse kant) was een vorm van kloskant die van in de 16de eeuw in het toen Nederlandse Valenciennes (Valencijn) gemaakt werd.
Hoewel er in de 16de eeuw al kantklossers in Valencijn waren, kwam de industrie pas tot bloei door toedoen van Françoise Badar (1624-1677). Zij kwam uit Valencijn en bracht in 1646 een bezoek aan Antwerpen waar ze in contact kwam met kantklossers. Na zes jaren kwam ze terug, ze had enkele Vlaamse meisjes en kantpatronen bij zich. Ze vestigde zich in een huis aan de huidige Rue de Lille, waar ze ook een kantwinkel opende.
In 1677 werd de stad door Lodewijk XIV van Frankrijk veroverd op het graafschap Henegouwen. Toen Françoise Badar in dat jaar overleed, waren er verschillende werkplaatsen waar kant gemaakt werd. Een eeuw later werkten er ruim 3000 mensen in de kantindustrie maar na de Franse Revolutie moesten veel werkplaatsen sluiten.
In 1800 waren er nog slechts enkele honderden kantklossers binnen de muren van Valenciennes en in 1851 waren er nog maar twee bejaarde arbeiders die konden klossen. Napoleon III probeerde de industrie weer aan de gang te krijgen, maar zonder veel resultaat. Toch werd er tegen het einde van de 19de eeuw nog kant gemaakt in Frans-Henegouwen en Frans-Vlaanderen. De patronen bevatten veel vogels zoals fazanten, anjers en anemonen.
Valenciennekant werd veel gebruikt om jurken, blouses, nachtjaponnen, lakens en slopen af te werken. Toen het kant tegen het einde van de 19de eeuw uit de mannenmode verdween, betekende dat een grote terugval.
Het kant werd sinds het begin van de 18de eeuw in kelders geklost, omdat de lucht daar vochtig was. Dit kwam ten goede van de spanning op het garen, maar niet van de werkomstandigheden. Men beweerde dat de echte Valenciennekant dat in die omstandigheden gemaakt werd, te herkennen was en niet buiten de muren van de stad na te maken was.
Valenciennekant heeft een sterke vlechtgrond en kan goed gewassen worden. Ook heeft het kant weinig reliëf, waardoor het goed gestreken kan worden.